# 日田市立花月小学校
日田市立花月小学校（ひたしりつかげつしょうっがこう）は、かつて大分県日田市にあった公立小学校である。

## 沿革
1874年に開校し、1962年3月に廃校時の校舎が完成した。
少子化に伴い日田市立三和小学校と統合することになり、2007年3月末に閉校。同年3月11日に行われた閉校式の際に奥華子の『笑って笑って』が歌われたが、その様子を撮影したビデオを見て感動した奥は、同年9月29日に日田市でコンサートを開催し、当校の児童と『笑って笑って』を合唱した。
閉校後は、ホタル観賞会やウォーキング大会等の地区のイベントに利用された。しかし、跡地にコミュニティーセンターが建設されることとなり、2017年に校舎の取り壊しが行われることとなった。取り壊される校舎は木造2階建で、延床面積672m2。コミュニティーセンターは木造平屋272m2で、2018年4月14日に開所した。

### 年表
- 1874年 - 開校[1]。
- 1962年3月 - 閉校時の校舎が完成[1]。
- 2007年3月31日 - 閉校[1]。
- 2007年4月1日 - 日田市立三和小学校と統合[1]。
- 2018年4月14日 - 花月コミュニティセンター（花月ふれあい交流館）が開所[4]。